# 安藤利吉
安藤 利吉（あんどう りきち、1884年〈明治17年〉4月3日 - 1946年〈昭和21年〉4月19日）は、日本の陸軍軍人。陸軍大将正三位勲一等功二級。陸軍士官学校16期、陸軍大学校26期（恩賜）。最後の台湾総督（第19代）。

## 経歴
宮城県仙台出身。宮城県第二中学校を経て陸軍士官学校（16期）に進み、陸軍歩兵将校となる。陸軍大学校26期の卒業席次は6位、恩賜の軍刀を拝受。
イギリス大使館付武官の時に陸軍少将に進級し、日本に帰国して歩兵第1旅団長。陸軍中将に進級すると同時に第5独立守備隊司令官。教育総監部本部長、第5師団長、第21軍司令官を経て、1940年（昭和15年）2月10日、南支那方面軍司令官。同年6月に北部仏領インドシナへの進駐を指揮する（仏印進駐）。当初は政府方針に基づき武力に拠らない進駐を進める予定だったが、参謀本部第一部長富永恭次少将の独断により武力進駐となった。安藤はこの責任を負って10月に参謀本部付となり、1941年（昭和16年）1月に予備役に編入された。
同年11月に召集され、台湾軍司令官。1944年（昭和19年）1月7日、陸軍大将に親任される。同年9月22日、新設された第10方面軍司令官。引き続き台湾軍司令官を兼ねる（台湾軍司令官は、昭和20年2月1日に「台湾軍管区司令官」と改称された）。
同年12月30日、台湾総督を兼ねる。総督の軍司令官兼務は極めて稀なこと、さらに海軍大将経験者を以って総督としてきた慣例を破る人事となった。
日本が連合国に降伏した後の1945年（昭和20年）10月25日、中華民国国民政府及び連合国の代表である陳儀と、台湾総督 兼 第10方面軍司令官 兼 台湾軍管区司令官の安藤が、台北公会堂において降伏文書に調印した。その後、台湾で捕虜になった米軍機搭乗員14人を裁判にかけ銃殺した件にて戦犯容疑で中華民国政府に逮捕拘束され、上海に移送され「責任は全て私にある」と証言し1946年（昭和21年）4月19日に上海の監獄で隠し持っていた青酸カリの服毒により自決した。。

## 年譜
- 1901年（明治34年）3月 - 宮城県第二中学校卒業
- 1904年（明治37年）
  - 10月 - 陸軍士官学校卒業（16期）
  - 11月 - 陸軍歩兵少尉任官・歩兵第4連隊付
- 1907年（明治40年）12月 - 陸軍歩兵中尉
- 1911年（明治44年）12月 - 陸軍大学校入校
- 1913年（大正2年）11月 - 陸軍歩兵大尉
- 1914年（大正3年）11月 - 陸軍大学校卒業（26期、恩賜）
- 1915年（大正4年）5月 - 歩兵第50連隊中隊長
- 1916年（大正5年）2月 - 陸軍技術審査部付（軍事調査委員）
- 1919年（大正8年）1月 - イギリス駐在（- 1921年9月）
- 1920年（大正9年）8月 - 陸軍歩兵少佐・平和条約実施委員（欧州駐在）
- 1923年（大正12年）4月 - 参謀本部部員
- 1924年（大正13年）
  - 7月 - 兼陸大教官
  - 8月 - 陸軍歩兵中佐
- 1925年（大正14年）8月 - インド駐剳武官
- 1927年（昭和2年）4月 - 参謀本部部員
- 1928年（昭和3年）3月 - 陸軍歩兵大佐・歩兵第13連隊長
- 1930年（昭和5年）3月 - 第5師団参謀長
- 1931年（昭和6年）3月 - 陸軍省軍務局兵務課長
- 1932年（昭和7年）
  - 5月 - イギリス大使館付武官
  - 8月 - 陸軍少将
- 1934年（昭和9年）
  - 5月 - 参謀本部付
  - 12月 - 歩兵第1旅団長
- 1935年（昭和10年）8月 - 陸軍戸山学校長
- 1936年（昭和11年）4月 - 第5独立守備隊司令官・陸軍中将
- 1937年（昭和12年）8月 - 教育総監部本部長
- 1938年（昭和13年）
  - 2月 - 教育総監 事務取扱（- 4月）
  - 5月 - 第5師団長に親補される
  - 11月 - 第21軍司令官に親補される
- 1940年（昭和15年）
  - 2月 - 南支那方面軍司令官に親補される
  - 10月 - 参謀本部付
  - 12月 - 待命
- 1941年（昭和16年）
  - 1月 - 予備役
  - 11月 - 召集され、台湾軍司令官に親補される
- 1944年（昭和19年）
  - 1月 - 陸軍大将に親任される
  - 9月 - 第10方面軍司令官に親補される。台湾軍司令官（昭和20年2月に「台湾軍管区司令官」と改称）を引き続き兼ねる
  - 12月 - 台湾総督（親任官）を兼ねる
- 1946年（昭和21年）4月19日 - 上海監獄において自決

## 栄典
位階
- 1904年（明治37年）12月8日 - 正八位[8]
- 1908年（明治41年）3月20日 - 従七位[9]
- 1913年（大正2年）5月20日 - 正七位[10]
- 1923年（大正12年）11月30日 - 正六位[11]
- 1928年（昭和3年）4月16日 - 従五位[12]
- 1932年（昭和7年）9月1日 - 正五位[13]

勲章
| 受章年                     | 略綬 | 勲章名                   | 備考 |
| -------------------------- | ---- | ------------------------ | ---- |
| 1916年（大正5年）12月25日  |      | 勲四等瑞宝章             |      |
| 1937年（昭和12年）7月7日   |      | 勲一等瑞宝章             |      |
| 1939年（昭和14年）10月26日 |      | 旭日大綬章               |      |
| 1940年（昭和15年）8月15日  |      | 紀元二千六百年祝典記念章 |      |

外国勲章佩用允許
| 受章年                    | 国籍     | 略綬 | 勲章名       | 備考 |
| ------------------------- | -------- | ---- | ------------ | ---- |
| 1910年（明治43年）8月28日 | 大韓帝国 |      | 勲四等八卦章 |      |
| 1944年（昭和19年）7月20日 | 中華民国 |      | 特級同光勲章 |      |